# Gorenje (gmina Šmartno ob Paki)
Gorenje – wieś w Słowenii, w gminie Šmartno ob Paki. W 2018 roku liczyła 152 mieszkańców.